# Куонара
Куонара (также Конора) — озеро в Якутии, находится в западной части  Жиганского улуса, в левобережье Лены, к северо-востоку от озера Мунгурдах. Расположено в труднодоступной местности, в пределах Центральноякутской равнины.
Площадь зеркала — 12,1 км². Площадь водосборного бассейна — 86 км². Высота над уровнем моря — 177 м.  Имеет лопастную форму, общая длина озера около 8,9 км, ширина в западной части достигает 2,4 км.
Через озеро протекает река Баты-Куонара-Сяне, приток Хоруонгки, относящаяся к бассейну Лены. Она впадает на северо-западе и вытекает на востоке. На западе Куонара соединяется протокой с другим менее крупным озером – Берете. Острова отсутствуют. Береговая линия сильно изрезана. Берега низкие, покрытые лиственничной тайгой, с участками кустарника. Северо-восточный берег более высокий, холмистый.
На северо-восточном берегу — остатки поселения Куонара, где до 1920-х годов находился староста, управляющий хатыгинскими родами якутов. У якутов Куонара упоминается в фольклоре как местность, откуда происходят якуты.